# Текстильник (стадіон, Чернігів)
Стадіон «Текстильник» — стадіон у Чернігові, що належить камвольно-суконному комбінату «Чексіл». В минулому — домашня арена жіночого футбольного клубу «Легенда». Розрахований на 2000 глядачів, розмір поля — 102×65 м.

## Основна інформація
Стадіон розташований на території камвольно-суконного комбінату «Чексіл». Протягом 1987—2018 був домашньою ареною жіночого футбольного клубу «Легенда», що виступав у вищий лізі чемпіонатів СРСР та України. У 2003 році стадіон був приведений до норм УЄФА та двічі приймав матчі групового етапу жіночої Ліги чемпіонів. Втім, через брак коштів до початку 2010-х стадіон занепав та перестав відповідати міжнародним стандартам: клуб мав змогу лише утримувати газон. У 2019-му товариські матчі на стадіоні проводила чернігівська «Десна» U-19.

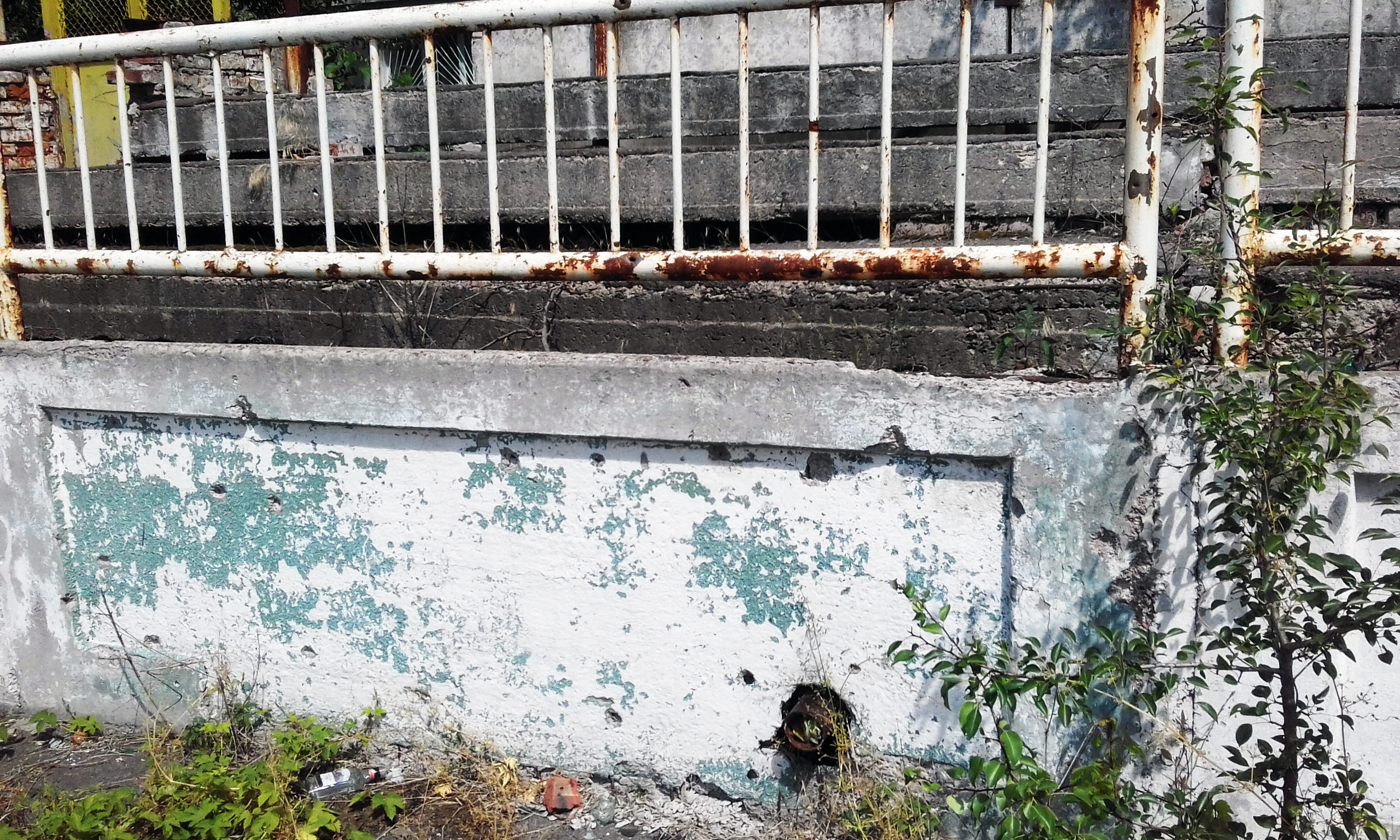
Трибуни стадіону "Текстильник", пошкоджені російськими окупаційними військами. Чернігів. Червень 2022 року

Через брак фінансування стадіон перебуває у занедбаному становищі. Станом на 2018 рік на ньому так і не встановлено індивідуальні пластикові сидіння, а більшу частину дерев'яних лавок для сидіння зламано. Бетонні конструкції стадіону також частково пошкоджені.

## Стадіон під часоблоги Чернігова
Стадіон постраждав  під час боїв за Чернігів у лютому—квітні 2022 року. Зокрема, пошкоджено бігові доріжки стадіону та трибуни.